# アルファレッタ
アルファレッタ（Alpharetta）は、アメリカ合衆国ジョージア州のフルトン郡にある都市。人口は6万5818人（2020年）。アトランタの北40キロメートルに位置している。

## 歴史
元々はチェロキー族の領地だったが、1830年のインディアン移住法により彼らはオクラホマのインディアン居留地に強制移住させられた。その後、メソジスト教会を中心とする移民団が入植し農地を開拓した。1858年に法人化しアルファレッタ市が誕生した。
長らく農業社会だったが、1980年頃からアトランタ都市圏の拡大によりベッドタウン化した。市内に鉄道駅はないため、通勤には車を使うのが一般的である。2020年アメリカ合衆国国勢調査によれば、住民の22パーセントはアジア系アメリカ人である。これはジョージア州では高い数値である。

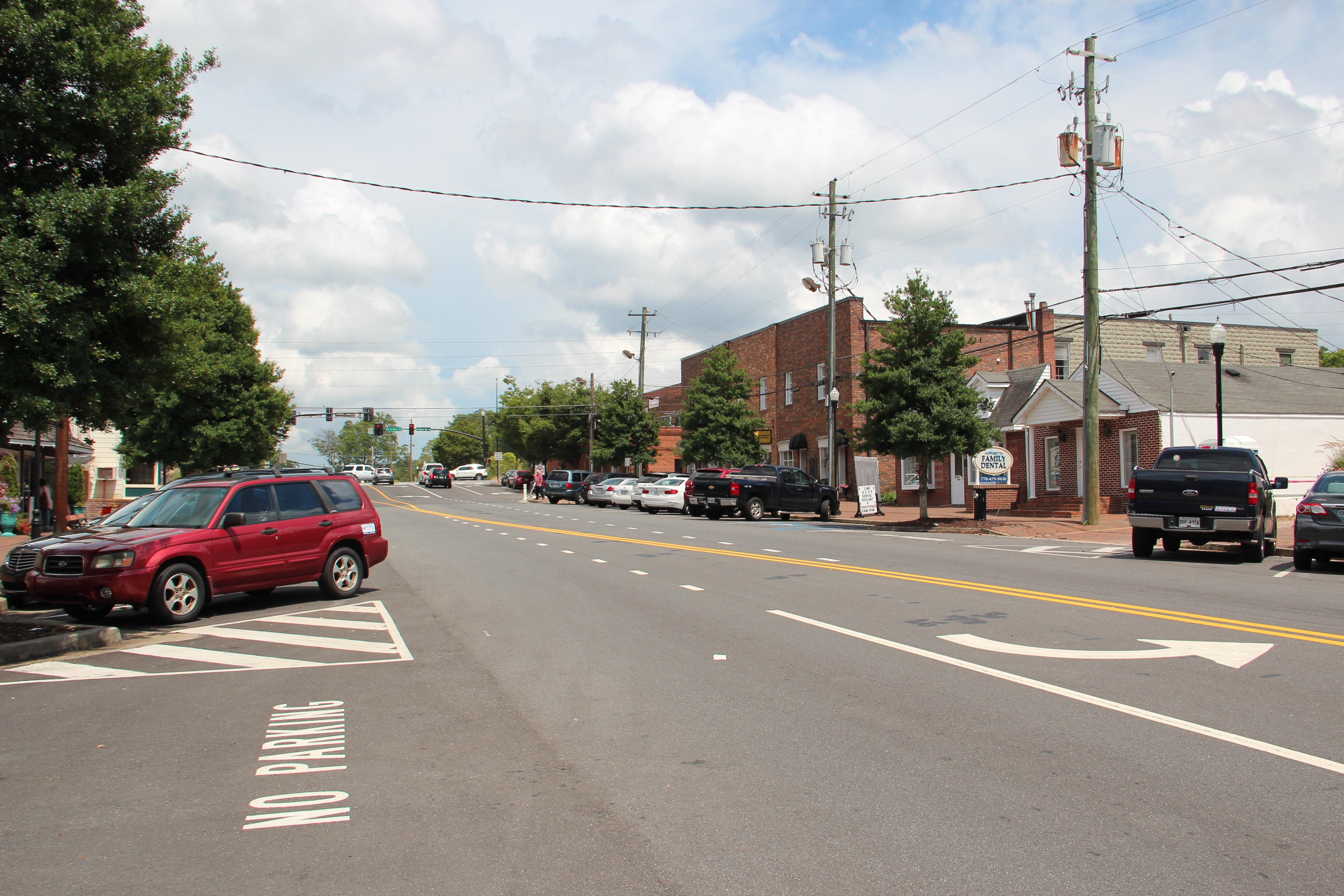
ダウンタウン